# Ivan Varone
Ivan Varone (Napoli, 11 ottobre 1992) è un calciatore italiano, centrocampista della Salernitana.

## Caratteristiche tecniche
È un centrocampista centrale.

## Carriera

### Club

#### Gli inizi fra i dilettanti
Nato a Napoli, trascorre le giovanili nella Turris e un anno in prestito al Siena. Nella stagione 2009-2010 rimane svincolato e firma un contratto annuale con il Boca Pietri Carpi, squadra della Serie D dove riesce ad imporsi come titolare. 
L'anno successivo passa al Santarcangelo, sempre nella stessa serie, qua gioca 34 partite, realizzando 3 reti, le ottime prestazioni gli valgono l'acquisto da parte del Siena, con cui svolge l'intera preparazione estiva.
Il 18 agosto viene ceduto nuovamente in prestito alla Virtus Pavullese, sempre in Serie D, in sei mesi realizza 8 reti in 19 partite. Le ottime prestazioni portano il Castiglione a sborsare 75.000 per il suo cartellino, dove firma un contratto triennale. Gioca 20 partite al di sotto delle aspettative, e a fine stagione, chiede la cessione.
Il 1º luglio viene ceduto al Formigine per 77.000 euro, dove firma un contratto biennale. Il 18 gennaio viene messo fuori rosa dopo aver litigato con l'allenatore Roberto Arginelli e due giorni dopo viene ceduto in prestito con diritto di riscatto all'Olbia. In Sardegna gioca 14 partite realizzando due reti e a fine stagione viene riscattato per la cifra di 80.000 euro.
Il 3 luglio tiene una conferenza stampa in cui attacca il mondo del calcio, parlando del fatto che nonostante venga da buonissime stagioni nessuno gli abbia dato la possibilità di giocare tra i professionisti, attaccando principalmente il mondo dei procuratori.

#### L'approdo in Serie C
Il 6 agosto viene ceduto al Savona in Serie C che versa nelle casse sarde la cifra di 83.000 euro. In Liguria firma un contratto biennale.
Non riuscendo a trovare spazio il 29 gennaio viene ceduto al San Marino per 85.000 euro, rimanendo sempre nel campionato di Serie C. Disputa 12 partite, realizzando 2 reti. Nel mese di giugno a causa di stipendi non pagati chiede ed ottiene la rescissione contrattuale.
Dopo essere stato in prova con Pisa e SPAL, senza tuttavia essere tesserato, si accorda con un contratto annuale con il Chieti, facendo ritorno tra i dilettanti. In Serie D disputa una grandissima stagione dove realizza 13 reti in 34 partite. A fine stagione si accorda col Fondi, squadra neopromossa in Serie C. Nel club laziale realizza 3 reti in 37 partite.

#### La Serie B con Ternana e Cosenza e i prestiti
Nel 2017 viene acquistato a titolo gratuito (la proprietà è sempre Unicusano) dalla Ternana, con cui debutta in Serie B in occasione dell'incontro pareggiato 1-1 contro l'Empoli; realizza la sua prima rete il 30 settembre, nella sconfitta interna per 3-2 contro il Venezia. A Terni gioca in totale 23 partite, con club che però retrocede in Serie C.
A seguito della retrocessione dei rossoverdi, il 27 luglio 2018 viene ceduto al neopromosso Cosenza, che versa ai rossoverdi 200.000 euro.
Non trovando spazio con i calabresi, il 17 gennaio 2019 viene ceduto in prestito secco alla Carrarese. Qua gioca 20 partite e andando in rete in 2 occasioni. Il 13 luglio, viene ceduto al Perugia per 215.000 euro, ma il calciatore si oppone al trasferimento, per non tradire la fiducia della società rossoverde, che a suo avviso gli ha dato la possibilità di giocare nel campionato di Serie B.

#### Reggiana
Il 29 luglio 2019, viene acquistato dalla Reggiana per 275.000 euro. Con la maglia granata ottiene la promozione in Serie B e disputa una stagione convincente, con 5 reti in 27 partite. È quindi titolare anche nella stagione successiva, in cui mette a segno cinque reti in 35 partite, ma non riesce ad evitare la nuova retrocessione del club in Serie C alla fine del campionato.

#### L'esperienza al Panetolikos
Il 25 agosto 2021, Varone viene acquistato dai greci del Panaitōlikos per 100.000 euro. Subito titolare nella massima serie locale, risulta uno dei migliori elementi della sua squadra fin dall'inizio del campionato, segnando anche il suo primo gol con i giallo-blu il 26 settembre: una rete nei minuti di recupero che consente alla sua squadra di pareggiare per 2-2 contro il Lamia. Tuttavia, soltanto il 24 ottobre successivo, durante l'incontro con l'Aris Salonicco (perso per 5-1), il centrocampista subisce una rottura del legamento crociato anteriore del ginocchio destro, essendo quindi costretto a uscire dal campo dopo appena 22 minuti e a saltare gran parte della stagione. Torna a disposizione della squadra greca nel marzo del 2022, prendendo parte alla fase dei play-out.
Poco impiegato nella stagione 2022-2023, il 1º febbraio 2023 Varone rescinde ufficialmente il proprio contratto di comune accordo con il club.

#### Novara
Il 17 febbraio 2023, Varone firma con il Novara, militante nel girone A di Serie C, fino al termine della stagione.

#### Cesena
Il 29 agosto 2023, diventa un nuovo giocatore del Cesena, in Serie C, con cui firma un contratto biennale. Lungo la stagione 2023-2024, contribuisce alla promozione diretta del club in Serie B.

#### Ascoli
Il 7 agosto 2024, viene ingaggiato a titolo definitivo dall'Ascoli, neo-retrocesso in Serie C, con cui firma un contratto biennale.

#### Salernitana
L'11 luglio 2025 viene ceduto a titolo definitivo alla Salernitana, con cui firma un contratto biennale.

## Statistiche

### Presenze e reti nei club
Statistiche aggiornate al 17 agosto 2025.
| Stagione           | Squadra            | Campionato         | Campionato | Campionato | Coppe nazionali | Coppe nazionali | Coppe nazionali | Coppe continentali | Coppe continentali | Coppe continentali | Altre coppe | Altre coppe | Altre coppe | Totale | Totale | Totale |
| Stagione           | Squadra            | Comp               | Pres       | Reti       | Comp            | Pres            | Reti            | Comp               | Pres               | Reti               | Comp        | Pres        | Reti        | Pres   | Reti   |        |
| ------------------ | ------------------ | ------------------ | ---------- | ---------- | --------------- | --------------- | --------------- | ------------------ | ------------------ | ------------------ | ----------- | ----------- | ----------- | ------ | ------ | ------ |
| 2009-2010          | Boca Pietri Carpi  | D                  | 32         | 0          | CI-D            | 2               | 0               | -                  | -                  | -                  | -           | -           | -           | 34     | 0      |        |
| 2010-2011          | Santarcangelo      | D                  | 34         | 3          | CI-D            | 3               | 0               | -                  | -                  | -                  | -           | -           | -           | 37     | 3      |        |
| 2012-gen. 2013     | Virtus Pavullese   | D                  | 19         | 8          | CI-D            | 1               | 0               | -                  | -                  | -                  | -           | -           | -           | 20     | 8      |        |
| gen.-giu. 2013     | Castiglione        | SD                 | 20         | 0          | CI+CI-LP        | 1               | 0               | -                  | -                  | -                  | -           | -           | -           | 21     | 0      |        |
| 2013-gen. 2014     | Formigine          | D                  | 20         | 0          | CI-D            | 2               | 0               | -                  | -                  | -                  | -           | -           | -           | 22     | 0      |        |
| gen.-giu. 2014     | Olbia              | D                  | 14         | 2          | CI-D            | 1               | 0               | -                  | -                  | -                  | -           | -           | -           | 15     | 2      |        |
| 2014-gen. 2015     | Savona             | LP                 | 7          | 0          | CI+CI-LP        | 2+0             | 0               | -                  | -                  | -                  | -           | -           | -           | 9      | 0      |        |
| gen.-giu. 2015     | San Marino         | LP                 | 12         | 2          | CI+CI-LP        | 0               | 0               | -                  | -                  | -                  | -           | -           | -           | 12     | 2      |        |
| 2015-2016          | Chieti             | D                  | 34         | 13         | CI-D            | 5               | 0               | -                  | -                  | -                  | -           | -           | -           | 39     | 13     |        |
| 2016-2017          | Fondi              | LP                 | 37         | 3          | CI+CI-LP        | 4               | 0               | -                  | -                  | -                  | -           | -           | -           | 41     | 3      |        |
| 2017-2018          | Ternana            | B                  | 23         | 1          | CI              | 1               | 0               | -                  | -                  | -                  | -           | -           | -           | 24     | 1      |        |
| 2018-gen. 2019     | Cosenza            | B                  | 3          | 0          | CI              | 3               | 0               | -                  | -                  | -                  | -           | -           | -           | 6      | 0      |        |
| gen.-giu. 2019     | Carrarese          | C                  | 20         | 2          | CI+CI-C         | 1               | 0               | -                  | -                  | -                  | -           | -           | -           | 21     | 2      |        |
| 2019-2020          | Reggiana           | C                  | 24         | 6          | CI+CI-C         | 4               | 0               | -                  | -                  | -                  | -           | -           | -           | 28     | 6      |        |
| 2020-2021          | Reggiana           | B                  | 35         | 5          | CI              | 1               | 0               | -                  | -                  | -                  | -           | -           | -           | 36     | 5      |        |
| Totale Reggiana    | Totale Reggiana    | Totale Reggiana    | 59         | 11         |                 | 5               | 0               |                    | -                  | -                  |             | -           | -           | 64     | 11     |        |
| 2021-2022          | Panaitōlikos       | SL                 | 7+3        | 1          | CG              | 0               | 0               | -                  | -                  | -                  | -           | -           | -           | 10     | 1      |        |
| 2022-feb. 2023     | Panaitōlikos       | SL                 | 1          | 0          | CG              | 1               | 0               | -                  | -                  | -                  | -           | -           | -           | 2      | 0      |        |
| Totale Panetolikos | Totale Panetolikos | Totale Panetolikos | 11         | 0          |                 | 1               | 0               |                    | -                  | -                  |             | -           | -           | 12     | 0      |        |
| feb.-giu. 2023     | Novara             | C                  | 10+1       | 0          | CI-C            | -               | -               | -                  | -                  | -                  | -           | -           | -           | 11     | 0      |        |
| 2023-2024          | Cesena             | C                  | 33         | 1          | CI+CI-C         | 0+1             | 0               | -                  | -                  | -                  | SC-C        | 2           | 0           | 36     | 1      |        |
| 2024-2025          | Ascoli             | C                  | 36         | 5          | CI-C            | 2               | 0               | -                  | -                  | -                  | -           | -           | -           | 38     | 5      |        |
| 2025-2026          | Salernitana        | C                  | -          | -          | CI-C            | 1               | 0               | -                  | -                  | -                  | -           | -           | -           | 1      | 0      |        |
| Totale carriera    | Totale carriera    | Totale carriera    | 455        | 52         |                 | 37              | 0               |                    | -                  | -                  |             | 2           | 0           | 494    | 52     |        |

## Palmarès

### Club

#### Competizioni nazionali
- Serie D: 2

Santarcangelo: 2010-2011 (girone F)
- Serie C: 1

Cesena: 2023-2024 (girone B)
- Supercoppa Serie C: 1

Cesena: 2024